# Vézillon
Vézillon est une commune française située dans le département de l'Eure, en région Normandie.
Ses habitants sont appelés les Vézillonnais.

## Géographie

### Localisation
La commune se situe au pied de la même falaise au sommet de laquelle est juché le Château-Gaillard.
|            | Les Andelys |                 |
| (la Seine) | Vézillon    | hameau de Cléry |
| Bouafles   | Bouafles    |                 |

### Hydrographie
La commune est située dans le bassin Seine-Normandie. Elle n'est drainée par aucun cours d'eau,. Néanmoins deux plans d'eau sont présents sur le territoire communal : la Boire de l'Île des Dames, d'une superficie totale de 1,2 ha (0,57 ha sur la commune) et la Boire de l'Île des Trois Rois, d'une superficie totale de 2 ha (0,54 ha sur la commune),.

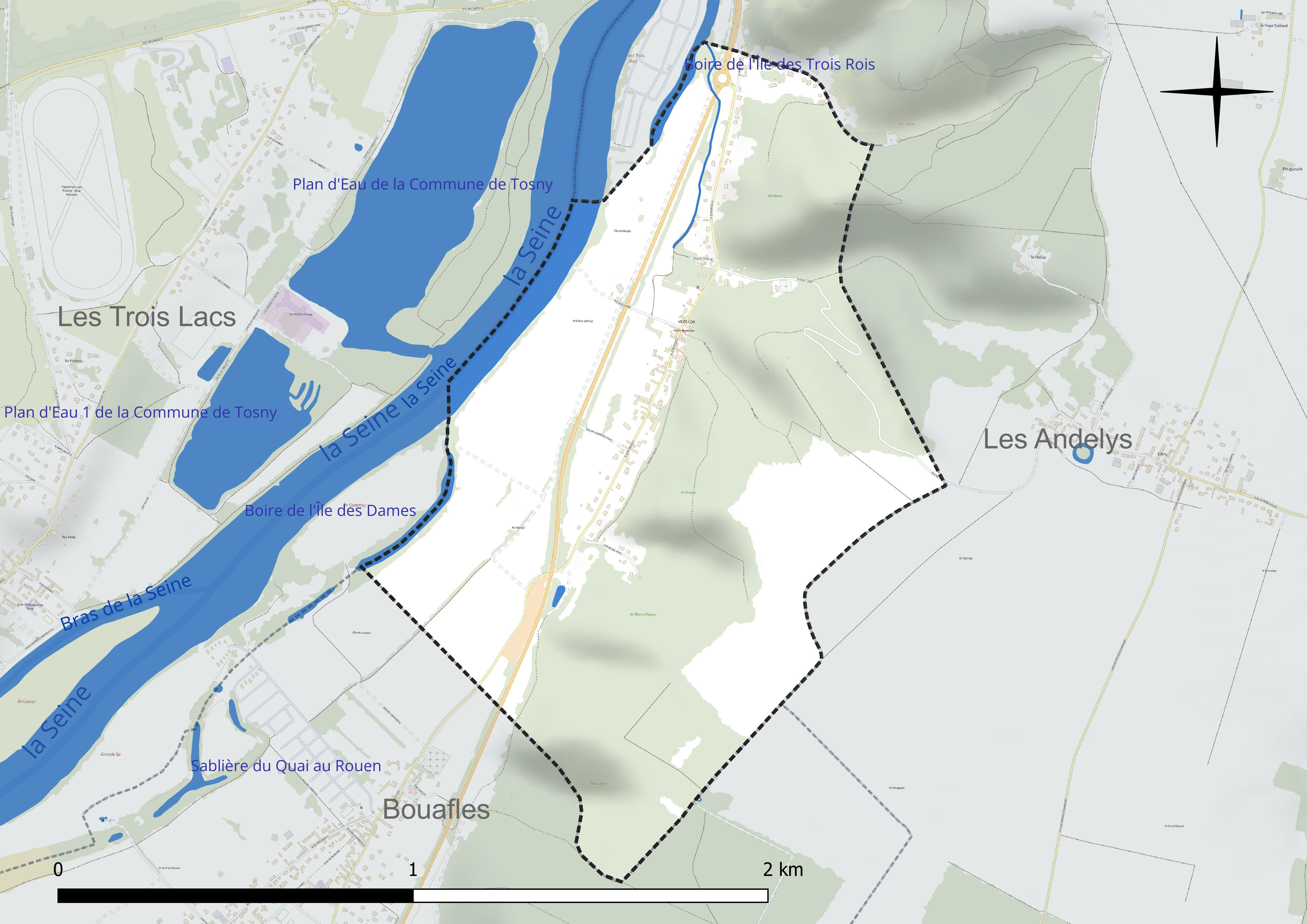
Réseau hydrographique de Vézillon.

### Climat
Pour des articles plus généraux, voir Climat de la Normandie et Climat de l'Eure.
En 2010, le climat de la commune est de type climat océanique dégradé des plaines du Centre et du Nord, selon une étude du CNRS s'appuyant sur une série de données couvrant la période 1971-2000. En 2020, Météo-France publie une typologie des climats de la France métropolitaine dans laquelle la commune est exposée à un climat océanique et est dans la région climatique  Côtes de la Manche orientale, caractérisée par un faible ensoleillement (1 550 h/an) ; forte humidité de l’air (plus de 20 h/jour avec humidité relative > 80 % en hiver), vents forts fréquents. Parallèlement le GIEC normand, un groupe régional d’experts sur le climat, différencie quant à lui, dans une étude de 2020, trois grands types de climats pour la région Normandie, nuancés à une échelle plus fine par les facteurs géographiques locaux. La commune est, selon ce zonage, exposée à un « climat des plateaux abrités », correspondant aux plaines agricoles de l’Eure, avec une pluviométrie beaucoup plus faible que dans la plaine de Caen en raison du double effet d’abri provoqué par les collines du Bocage normand et par celles qui s’étendent sur un axe du Pays d'Auge au Perche.
Pour la période 1971-2000, la température annuelle moyenne est de 10,8 °C, avec  une amplitude thermique annuelle de 14,4 °C. Le cumul annuel moyen de précipitations est de 720 mm, avec 11,5 jours de précipitations en janvier et 7,8 jours en juillet. Pour la période 1991-2020, la température moyenne annuelle observée sur la station météorologique la plus proche, située sur la commune de Muids à 8 km à vol d'oiseau, est de 12,0 °C et le cumul annuel moyen de précipitations est de 609,1 mm,. Pour l'avenir, les paramètres climatiques de la commune estimés pour 2050 selon différents scénarios d’émission de gaz à effet de serre sont consultables sur un site dédié publié par Météo-France en novembre 2022.

## Urbanisme

### Typologie
Au 1er janvier 2024, Vézillon est catégorisée commune rurale à habitat dispersé, selon la nouvelle grille communale de densité à 7 niveaux définie par l'Insee en 2022.
Elle appartient à l'unité urbaine des Les Andelys, une agglomération intra-départementale dont elle est une commune de la banlieue,. Par ailleurs la commune fait partie de l'aire d'attraction des Andelys, dont elle est une commune de la couronne,. Cette aire, qui regroupe 7 communes, est catégorisée dans les aires de moins de 50 000 habitants,.

### Occupation des sols
L'occupation des sols de la commune, telle qu'elle ressort de la base de données européenne d’occupation biophysique des sols Corine Land Cover (CLC), est marquée par l'importance des forêts et milieux semi-naturels (41,6 % en 2018), une proportion identique à celle de 1990 (41,6 %). La répartition détaillée en 2018 est la suivante : 
forêts (41,6 %), terres arables (38,4 %), zones urbanisées (16,1 %), eaux continentales (3,9 %). L'évolution de l’occupation des sols de la commune et de ses infrastructures peut être observée sur les différentes représentations cartographiques du territoire : la carte de Cassini (XVIIIe siècle), la carte d'état-major (1820-1866) et les cartes ou photos aériennes de l'IGN pour la période actuelle (1950 à aujourd'hui).

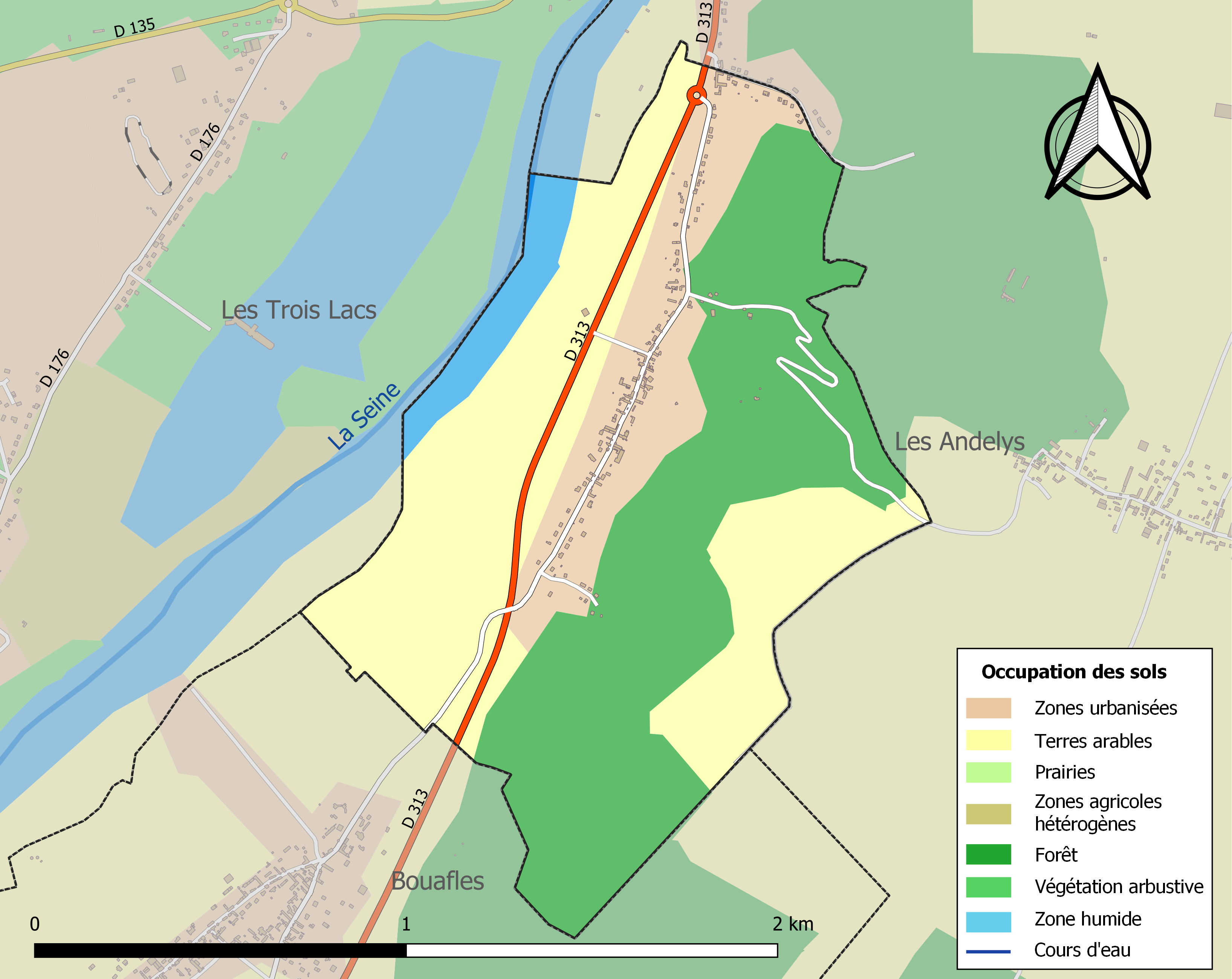
Carte des infrastructures et de l'occupation des sols de la commune en 2018 (CLC).

## Toponymie
Le nom de la localité est attesté sous les formes Viselle en 1124 (cartulaire du Bec), Vesillum en 1198 (M. R.), Vesillon en 1757 (terrier de Bouafles), Vezillon en 1793.

## Histoire
Les seigneurs des Andelys étendaient leur emprise sur Vézillon.
La commune rend hommage à Marguerite de Bourgogne en lui dédiant une résidence.
Avant que l'actuelle RD 313 ne soit déviée de Vézillon, la commune était le point de passage routier obligé entre Vernon-Bouafles et Les Andelys de la route connue en 1813 sous le no 7.
Vézillon est citée par Charles Nodier en 1841 dans le Guide du voyageur sur les bateaux à vapeur de Paris au Hâvre (p. 196).

## Politique et administration
| Période                                  | Période  | Identité           | Étiquette | Qualité |
| ---------------------------------------- | -------- | ------------------ | --------- | ------- |
| Les données manquantes sont à compléter. |          |                    |           |         |
| avant juillet 1830                       |          | M. de Challenge    |           |         |
| 1842                                     |          | Louis-Marie Rouen  |           |         |
| Les données manquantes sont à compléter. |          |                    |           |         |
| avant 1981                               | ?        | Jean Béquet        |           |         |
| avant 1995                               | 1995     | Michel Grenier     |           |         |
| 1995                                     | En cours | Jean-Pierre Taullé | DVD       |         |

## Démographie
| 1793 | 1800 | 1806 | 1821 | 1831 | 1836 | 1841 | 1846 | 1851 |
| ---- | ---- | ---- | ---- | ---- | ---- | ---- | ---- | ---- |
| 168  | 181  | 198  | 187  | 178  | 190  | 191  | 161  | 164  |

| 1856 | 1861 | 1866 | 1872 | 1876 | 1881 | 1886 | 1891 | 1896 |
| ---- | ---- | ---- | ---- | ---- | ---- | ---- | ---- | ---- |
| 141  | 131  | 123  | 121  | 108  | 114  | 107  | 100  | 113  |

| 1901 | 1906 | 1911 | 1921 | 1926 | 1931 | 1936 | 1946 | 1954 |
| ---- | ---- | ---- | ---- | ---- | ---- | ---- | ---- | ---- |
| 85   | 98   | 92   | 66   | 83   | 59   | 85   | 90   | 103  |

| 1962 | 1968 | 1975 | 1982 | 1990 | 1999 | 2004 | 2006 | 2009 |
| ---- | ---- | ---- | ---- | ---- | ---- | ---- | ---- | ---- |
| 93   | 117  | 127  | 138  | 181  | 214  | 232  | 239  | 239  |

| 2014 | 2019 | 2022 | - | - | - | - | - | - |
| ---- | ---- | ---- | - | - | - | - | - | - |
| 268  | 232  | 234  | - | - | - | - | - | - |

## Culture locale et patrimoine

### Lieux et monuments

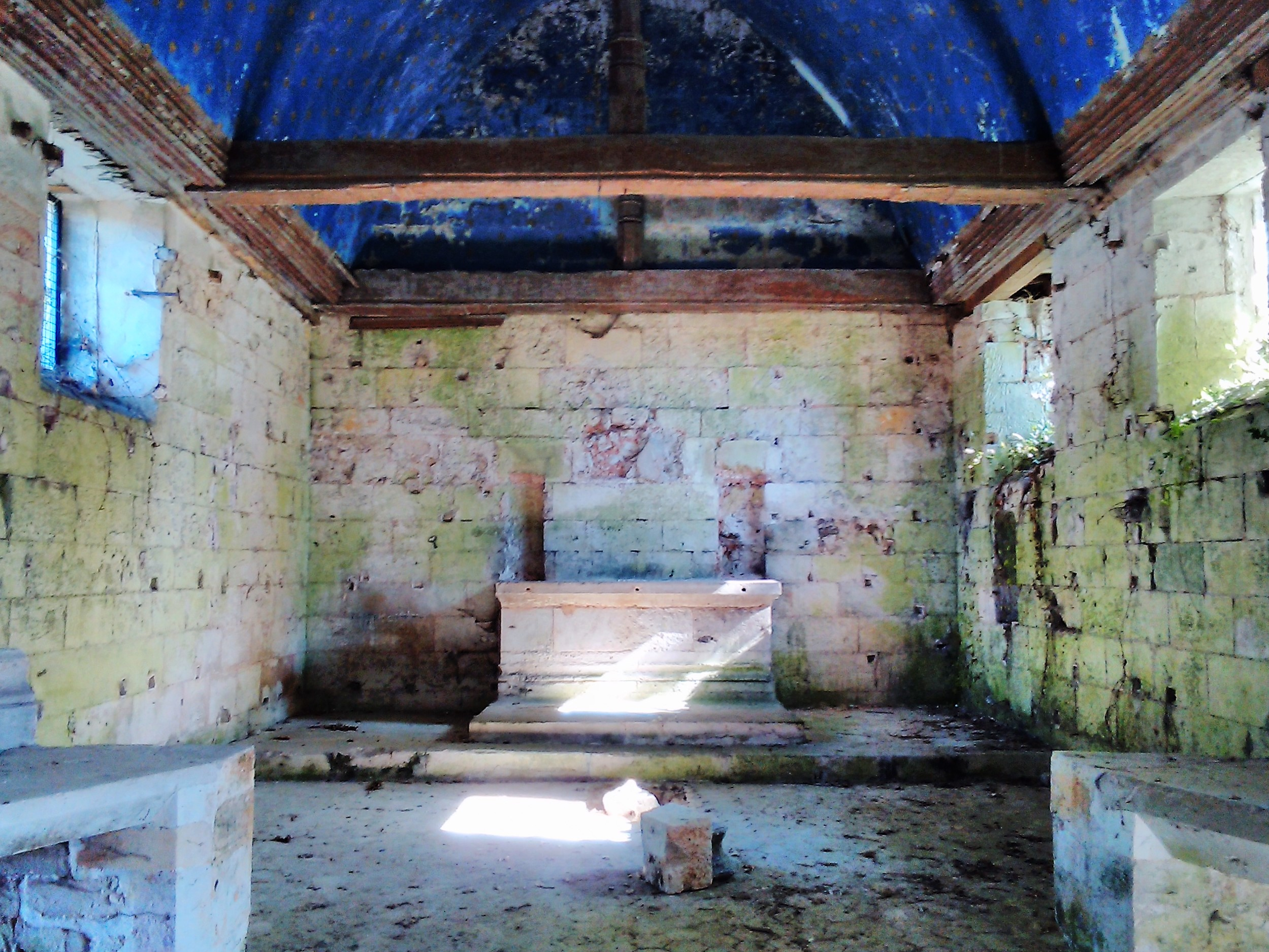
Intérieur dépouillé de l'église désaffectée.

- Église Saint-Martin[24], des XIIe et XVIe siècles, à flanc de coteau, et son petit cimetière attenant, désaffectés tous deux. Trois éléments de mobiliers ont reçu la qualité d'objets classés Monuments historiques :
- statue de Vierge à l'enfant (1992)[25] entreposée désormais à l'église Saint-Sauveur des Andelys
- une chaire à prêcher (1904)[26] déménagée à ce jour
- six chandeliers d'autel (1938), volés en 1969[27].
L'église est contiguë à une construction à usage d'habitation privée. L'accès est aménagé par une sente exclusivement pédestre. L'intérieur est en 2018 totalement vidé de son mobilier (le lambris de recouvrement notamment). Le plafond enduit est en état de péril, ce qui justifie l'interdiction de son accès au public.
- Manoir du XVIIe siècle ? avec colombier[28]

### Patrimoine naturel

#### ZNIEFF de type 1
Les coteaux du Château-Gaillard et de Vézillon sont classés en zone naturelle d'intérêt écologique, faunistique et floristique (ZNIEFF).

#### Sites classés
- La boucle de la Seine dite de Château-Gaillard,  Site classé (2006)[30].
- L'église et son cimetière  Site classé (1927)[31],[32]

### Personnalités liées à la commune
- René Sautin (1881-1968), artiste peintre impressionniste, est l'auteur d'huiles sur carton ou toile ayant pour sujet la commune : Vézillon, près des Andelys (n.d.) ; Le village de Vézillon (1935), propriétés de personnes privées ou exposées au musée Nicolas-Poussin